# سيه ران بايين (ماهرو)
سیه ران بایین (بالفارسية: سه ران پایین) هي قرية تقع في إيران في قسم ماهرو الریفي. يقدر عدد سكانها بـ 134 نسمة بحسب إحصاء 2016.